# تومي هاربر
تومي هاربر (بالإنجليزية: Tommy Harper) هو لاعب كرة قاعدة أمريكي، ولد في 14 أكتوبر 1940 في أوك غروف في الولايات المتحدة.

## وصلات خارجية
- تومي هاربر على موقع دوري كرة القاعدة الرئيسي (الإنجليزية)
- تومي هاربر على موقعبيزبول رفرنس.كوم (الدوري الرئيسي) (الإنجليزية)
- تومي هاربر على موقعبيزبول رفرنس.كوم (الدوري الثانوي) (الإنجليزية)
- تومي هاربر على موقع مشجعي الرسوم البيانية (الإنجليزية)